# Pella (Italia)
Pella es una localidad y comune italiana de la provincia de Novara, región de Piamonte, con 1.148 habitantes.

## Evolución demográfica
| Gráfica de evolución demográfica de Pella entre 1861 y 2001 |
|                                                             |
| Fuente ISTAT - elaboración gráfica de Wikipedia             |